# Jewish Report
Jewish Report er en ugenlig avis som bliver udgivet af Jewish community in South Africa i Sydafrika. Avisen blev grundlag i maj 1998 og er på engelsk, den har omkring 50.000 abonenter.

## Eksterne nyheder
- Jewish Report